# Baczyna (przystanek kolejowy)
Baczyna – nieczynny przystanek kolejowy w Baczynie, w powiecie gorzowskim, w województwie lubuskim.